# Serényfalva
Serényfalva is een plaats (község) en gemeente in het Hongaarse comitaat Borsod-Abaúj-Zemplén. Serényfalva telt 1101 inwoners (2001).